# Hermann Klotz (Mediziner)
Hermann Klotz (* 1845 in Inzing, Tirol; † 26. Juli 1899 ebenda) war ein österreichischer Gynäkologe.

## Leben
Als Chirurgensohn studierte Klotz an der Universität Innsbruck Medizin. 1865 wurde er im Corps Rhaetia aktiv. Von der Universität Wien wurde er 1871 zum Dr. med. promoviert. Nachdem er eine Weile Landarzt gewesen war, kehrte er nach Wien zurück. In neun Monaten als Secundararzt bei Carl von Rokitansky im Maria-Theresienhospital verstärkte sich sein Interesse an Frauenkrankheiten. Mit den Grundlagen der Chirurgie machte er sich in drei Jahren bei Theodor Billroth vertraut. Bei ihm lernte zur selben Zeit auch Johann von Mikulicz. In seinen Wiener Hoffnungen enttäuscht, kehrte Klotz wiederum nach Innsbruck zurück. Dort habilitierte er sich 1881 über die Pathologie der weiblichen Sexualorgane. Da ihm die volle klinische Ausbildung in der Geburtshilfe fehlte, ging er Ende 1881 als Volontär für mehrere Monate zu August Breisky an der Karls-Universität. Erfolgreich führte er in Innsbruck eine operative Privatklinik. Daneben gab er über neun Jahre gut besuchte Kurse in operativer Gynäkologie. Klotz blieb unverheiratet und verwendete einen großen Teil seiner Einnahmen zur Unterstützung von Angehörigen seiner Familie. 1888 zum unbesoldeten a.o. Professor der Gynäkologie ernannt, erhielt er 1890 die Venia legendi auch für Geburtshilfe. Eine neurologische Erkrankung ließ ihn verarmen und vereinsamen. Auf Fürsprache von Billroth und Carl Nicoladoni gewährte ihm das Unterrichtsministerium eine Remuneration. Klotz starb mit 54 Jahren in Folge einer Nervenkrankheit.

## Publikationen
- Gynäkologische Studien über pathologische Veränderungen der Portio vaginalis uteri, mit Berücksichtigung des normalen Baues. Seidl, Wien 1879.
- Extraabdominale Hystero-Cysto-Ovariotomie bei einem wahren Hermaphroditen. Langenbecks Archiv.
- Über einige seltene Erkrankungen der weiblichen Brustdrüse (Seifencysten, Cystoadenome und kalte Abscesse). Langenbecks Archiv.
- Beitrag zur Therapie der Blutungen im Nachgeburtsstadium der Placenta praevia. Wiener Medizinische Wochenschrift
- Das Adenom der Placenta: Sein Wesen und seine Entstehung, sowie seine Beziehungen zum Abort und zur adhäsiven Retention der Placenta nach erfolgter Fruchtausstossung. Eine bis jetzt unbekannte Erkrankung der Placenta. Archiv für Gynäkologie 28 (1886), S. 39–53.
- Zur Frage der Deciduome. Archiv für Gynäkologie 29 (1887), S. 78–96.
- Beiträge zur Pathologie der Schwangerschaft (Complication der Schwangerschaft mit Masern). Archiv für Gynäkologie 29 (1887), S. 448–475.